# RemadeGroup
Remade est une entreprise française créée en 2013 par Mathieu Millet à Poilley dans la Manche près d'Avranches. Cette startup est spécialisée dans la [[Produit	reconditionné |reconstruction d'appareils électroniques]] grand public, principalement de produits Apple (iPhone). Remade  commercialise ses produits principalement sous la marque Remade.

## Historique
En 2013 Remade est créée, il s'agit de la première marque de Remade Group.   
En 2014, avec l'embauche de 150 personnes, Remade créé son école de formation : la Remade Academy. Les nouveaux collaborateurs suivent ainsi 400 heures de formation avant d'intégrer la société.  
En 2015 le groupe lève 17 millions d'euros.  
En 2017, l'entreprise réalise 130 millions d'euros de chiffre d'affaires et près de 500 000 produits sont traités cette année là. La même année, l'entreprise rachète la jeune start-up Save, spécialiste de la réparation de smartphone.   
En 2018, Remade Group lève 125 millions d’euros par endettement auprès de trois investisseurs : LGT European Capital, Idinvest Partners et Swen Capital et annonce 200 nouvelles embauches. 
En 2018, le chiffre d'affaires s'est effondré de 130 à 80 millions d'euros. 
Historiquement implanté en Normandie, Remade Group emploie en 2019 plus de 700 salariés sur une dizaine de sites en France[réf. nécessaire]. 
En juin 2019, Matthieu Millet quitte ses fonctions exécutives pour le poste de président du conseil d'administration. François Dehaine est nommé président de Remade Group et annonce ce même jour une nouvelle levée de fonds à hauteur de 50 millions d'euros.  
Les 125 millions d'euros apportés en 2018 n'ont pas suffi à redresser la trésorerie. Le 30 septembre 2019 la société Remade et sa holding sont placées en redressement judiciaire. Un repreneur est recherché. Un délai de six mois est accordé par le tribunal. Le  4 octobre 2019, une procédure de redressement judiciaire est ouverte.
Le 7 octobre 2019, l'usine est victime d'un cambriolage. Des personnes se sont introduites dans les locaux en perçant un trou dans le toit pendant la nuit. 
Le 10 octobre 2019 les employés du site de Poilley sont mis en chômage partiel. 
La brutale chute de l'entreprise attirera l'attention de la justice. Une enquête est ouverte dès novembre 2019. Cette enquête aboutit fin juin 2022 à l'ouverture d'une information judiciaire pour les motifs d'escroqueries et tentatives d'escroqueries en bande organisée, faux et usage de faux, abus de biens sociaux, banqueroute et blanchiment en bande organisée.
Début 2020, Remade est reprise par l'entreprise britannique Fourth Wave Technology. L'entreprise reste sur le territoire normand, mais deux tiers des postes sont supprimés,. 
En avril 2020, 53 salariés déposent plainte contre l’ancienne direction et contre le commissaire au compte pour faux bilans et abus de bien sociaux.
L'entreprise, renommée Oxygen, rencontre des difficultés dès 2022 : le tribunal de commerce de Coutances le 3 mai 2023, la liquidation judiciaire sans reprise d'activité pour les 88 salariés de l'entreprise Oxygen Phone, ex-Remade.